# Dentex dentex
Dentex dentex hay Dentex thông thường là một loài cá biển trong họ cá tráp (Sparidae) trong bộ cá vược (Perciformes), chúng thuộc chi Dentex. Chi và loài này trong tên tiếng Latin là Dentex có liên quan đến răng có nghĩa là "cái răng" vì hình dáng bên ngoài với những chiếc răng lởm chởm sắc nhọn của chúng.

## Phân bố
Dentex là loài cá phổ biến ở biển Địa Trung Hải, nhưng cũng được tìm thấy ở Biển Đen và Đông Đại Tây Dương từ Quần đảo Anh đến Mauritanie, đôi khi đến Quần đảo Senegal và Quần đảo Canary. Nó sống ở vùng cát sâu hoặc vùng bãi đá dưới đáy biển, từ vài mét/feet đến 200 m (700 ft).

## Mô tả
Chúng là loài cá có tầm vóc lớn với những con cá trưởng thành có thể đạt chiều dài một mét (3 ft) và trọng lượng lên tới 16 kg (35 lb). Cơ thể chúng có hình bầu dục và nén. Răng rất phát triển trong mỗi hàm. Vết lõm có 11 gai vây lưng: 11-12 tia và vây lưng mềm; 3 gai hậu môn: 7-9 tia hậu môn mềm. Cá trưởng thành có màu xanh xám, trong khi cá bột có màu gam hơi khác, màu nâu xanh với vây màu xanh.
Dentex là một loài săn mồi rất tích cực, chúng săn bắt và ăn các loài cá khác, động vật thân mềm và động vật nhuyễn thể khác, hàm răng sắc nhọn lởm chom sẽ giải quyết con mồi. Nó sống đơn độc trong hầu hết thời gian trong cả năm, nhưng trong quá trình sinh sản, nó sẽ sống theo nhóm trong một vài tuần, chúng hoàn toàn ở cùng nhau chỉ hai đến ba tuần trong mùa xuân trong nước ấm hơn gần bề mặt. 